# Lamprochromus strobli
Lamprochromus strobli är en tvåvingeart som beskrevs av Octave Parent 1925. Lamprochromus strobli ingår i släktet Lamprochromus och familjen styltflugor. Inga underarter finns listade i Catalogue of Life.